# Környezetbarát jelölés
A környezetbarát vagy zöld (angol nyelven environmentally friendly, eco-friendly, nature friendly vagy green) megjelölést olyan termékekre, szolgáltatásokra, törvényekre, előírásokra, politikákra vagy szokásokra alkalmazzák, amelyek minimális hatással vannak a környezetre, a lehető legkisebb mértékben károsítják vagy szennyezik azt.
A fogyasztók és a társadalom tájékoztatása érdekében a környezetbarát termékeket feltűnő, legtöbbször zöld színű logóval jelölik, azonban a Nemzetközi Szabványügyi Szervezet ezt a megnevezést nem tartja megfelelően definiáltnak, mivel nincs egy nemzetközileg elfogadott szabvány a környezetbarát termékek azonosításához.

## Története
A termékek és szolgáltatások környezetbarát címkével történő jelölése az 1970-es években kezdődött, párhuzamosan a környezetvédő mozgalmak erősödésével. A címkék kormányzati szabályozása az Egyesült Államokban és Kanadában sokat segített, hogy azok tartalommal töltődjenek meg és a tudatos, vagy környezettudatos fogyasztás fellendülésének köszönhetően mind több és több helyen és iparágban kerülnek bevezetésre hasonló címkék az 1990-es évek óta.

## Helyi változatai

### Európa

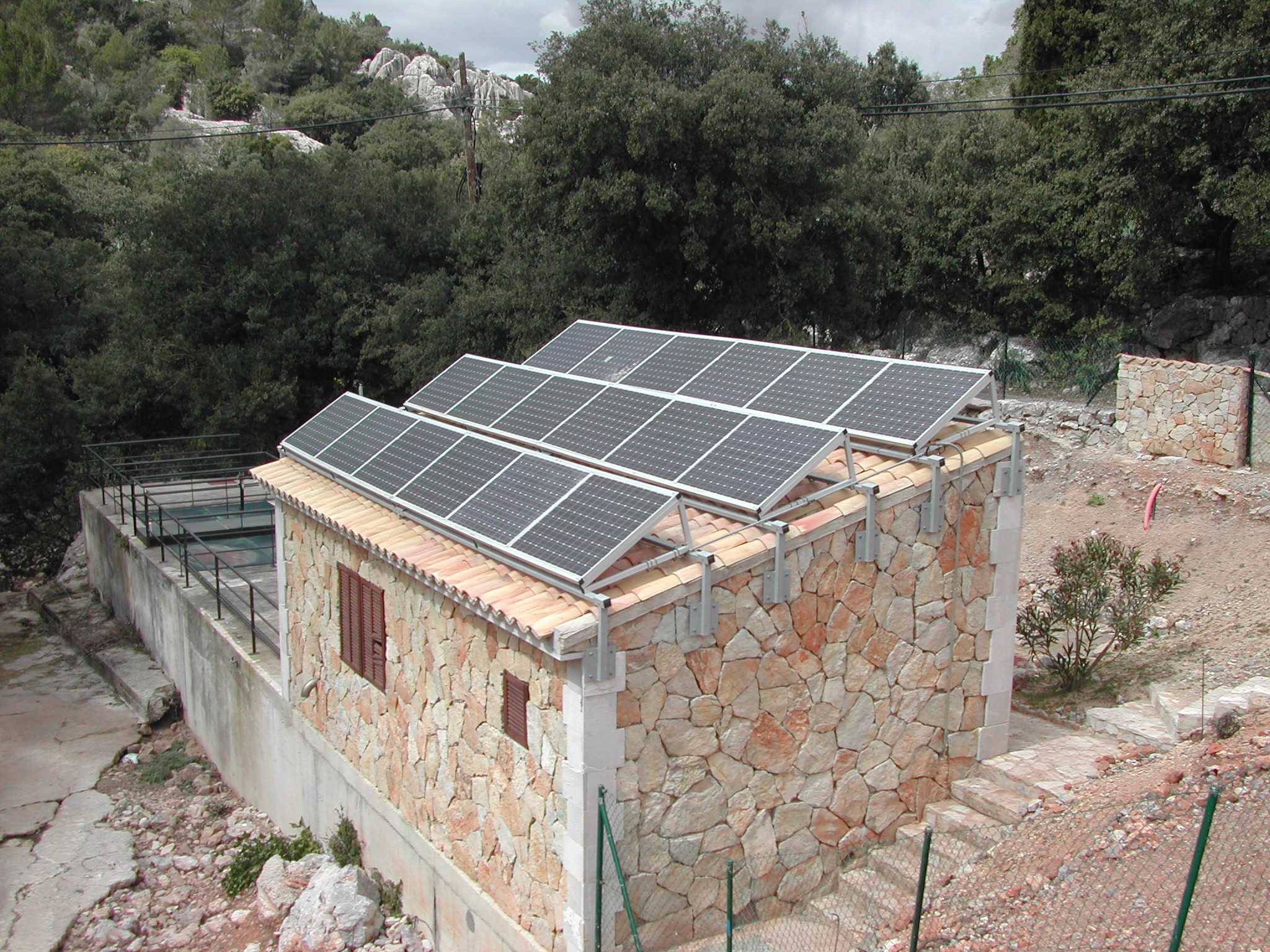
Napenergia felhasználásával működtetett szennyvíztisztító berendezés, a Santuari de Lluc kolostorban.

Az Európai Unión belül a gyártók önként csatlakozhatnak az EU Eco-label rendszeréhez. Az EMAS (Eco-Management and Audit Scheme) egy hasonló kezdeményezés vállalatok és más szervezetek részére, amely tanusítja, hogy a vállalat egésze környezetbarát módon működik. Németországban 1978. óta használják még a Kék Angyal címkét a környezetbarát termékek megjelölésére, a német környezetvédelmi szabványok alapján.
Az Északi Hattyú (hivatalos megnevezése: Nordic Ecolabelling) Dánia, Finnország, Izland, Norvégia, Svédország által működtetett környezeti címkézési rendszer. 1988-ban alapították és mára több, mint 1200 vállalat termékeit minősítették.
Magyarországon 1994-ben alapított környezeti címkézési rendszert a Környezetvédelmi és Területfejlesztési Minisztérium az 1995. évi LIII. törvénnyel. A "Környezetbarát termék" címke odaítéléséhez szükséges minősítő rendszer jogi alapját a 9/2004. (V. 25.) KvVM rendelettel módosított 29/1997. (VIII. 29.) KTM rendelet adja, míg a tanúsítást a Környezetbarát Termék Nonprofit Kft. koordinálja. 2010 júniusában összesen 47 cég 333 terméke használhatta a címkét

### Észak-Amerika
Az Egyesült Államokban elfogadott és széles körben elterjedt szabványok híján a környezetbarát címkét sokkal szabadabban használhatják a vállalatok, ezért az így megjelölt termékekkel szemben óvatosnak kell lenni. A "környezetbarát" megnevezésnek sincs elfogadott definíciója, bár egyes szövetségi hivatalok kiadták saját útmutatásukat ezzel kapcsolatban.
Az Egyesült Államok Környezetvédelmi Hatósága (United States Environmental Protection Agency) például ezt a kifejezést hasznavehetetlennek nyilvánította, mivel ennek alapján nem lehet egyértelműven megítélni, hogy egy adott termék vagy szolgáltatás milyen hatással van a környezetre.
A kanadai kormányt 1988-ban létrehozta az Environmental Choice Program-ot, amely az ISO 14024 szabvány alapján minősíti a termékeket és szolgáltatásokat, és csak a minősített termékek használhatják ezt megnevezést. A kanadai "ecologo" az ISO besorolása szerint az 1-es típusú termékjelzés.

### Nemzetközi kezdeményezések
Az Energy Star nemzetközi kezdeményezés, amelynek célja az üvegházhatást okozó gázok kibocsátásának mérséklése. A rendszer legfőbb kritériuma az energiahatékonyság, terméktípusonként kell energiafelhasználási követelményeknek megfelelni. Az "Energy Star" programot az Egyesült Államokban alapították, de ma már az EU-ban, Kanadában Japánban, Új-Zélandon és Tajvanon is működik.

## Külső hivatkozások
- No Impact - környezetbarát életvitelhez hasznos tanácsokkal szolgáló weboldal

## Fordítás
- Ez a szócikk részben vagy egészben  az   Environmentally friendly című angol Wikipédia-szócikk fordításán alapul.  Az eredeti cikk szerkesztőit annak laptörténete sorolja fel. Ez a jelzés csupán a megfogalmazás eredetét és a szerzői jogokat jelzi, nem szolgál a cikkben szereplő információk forrásmegjelöléseként.